# 拉薩行
《拉薩行》是關迺忠創作的一首四個樂章的民族管弦樂組曲，1984年由香港中樂團委約創作，同年12月28日於香港大會堂首演；曾兩度獲香港作曲家及作詞家協會「本地正統音樂最廣泛演出獎」及獲得樂團觀眾投票選為「年度精選樂曲」。
作曲家關迺忠談到他的創作《拉薩行》時曾說：「我沒有到過西藏，也沒有在作品中引用西藏民間音樂素材，完全是寫我想像中的西藏。可能是我的想像符合了大部份人對西藏的理解......」這首樂曲沒有特定藏族音樂素材，以景物的印象表達了大部份人對西藏歷史、地理、宗教和風俗的理解。
樂曲運用了現代的作曲手法，配器新穎，運用了多種敲擊樂器，包括串鈴、木片琴、鐘琴、梆子、拍板、木魚、鑼、排鼓等等。

## 結構
拉薩行四個樂章在內容上各不相同，因而在風格上也各有特點：
- 第一樂章	「布達拉宮」

表現了藏傳佛教聖地布達拉宮的雄偉和神聖，並帶有濃烈的神秘色彩，一開始以低音嗩吶、管和革胡等等摸仿喇嘛號角聲，樂團的樂器逐漸加入直至高潮。以一個動機貫穿整個樂章，表達了對西藏源遠流長的歷史文化的想像。
- 第二樂章	「雅魯藏布江」

五聲音階特點主題，在不同聲部交替出現，推向高潮，刻劃了西藏第一大江雅魯藏布江的秀麗景色和奔騰之勢，和聲寫作手法上有歐洲後浪漫派的風格。
- 第三樂章	「天葬」

描繪藏民的天葬習俗，快板表現喇嘛誦經，禿鷲爭食的場面。採用了變幻的配器和前衛的創作手法。
- 第四樂章	「打鬼」(宗教/習俗)

節奏強烈的主題，展現一種神秘的打鬼習俗，以強烈的節奏和不協調的和聲演奏，運用多種類型的敲擊樂器。打鬼藏人稱為「跳布扎」，每年正月十五喇嘛舉行法會，戴上面具扮演諸天神佛鬼怪舞蹈，以敲擊伴奏吟唱，來驅邪和祝願新一年和平。

## 演奏技巧
這首樂曲運用兩個古箏以不同音階演奏；應用了一些不常見的演奏技法如以弓拉奏古箏、吊鈸；定音鼓的滑音；大量運用拉弦的顫弓和顫音等等。